# Angol (kommun)
Angol är en kommun i Chile. Den ligger i provinsen Provincia de Malleco och regionen Región de la Araucanía, i den södra delen av landet, 500 km söder om huvudstaden Santiago de Chile.
I omgivningarna runt Angol växer i huvudsak städsegrön lövskog. Runt Angol är det ganska glesbefolkat, med 24 invånare per kvadratkilometer.